# 愛知県道63号名古屋江南線

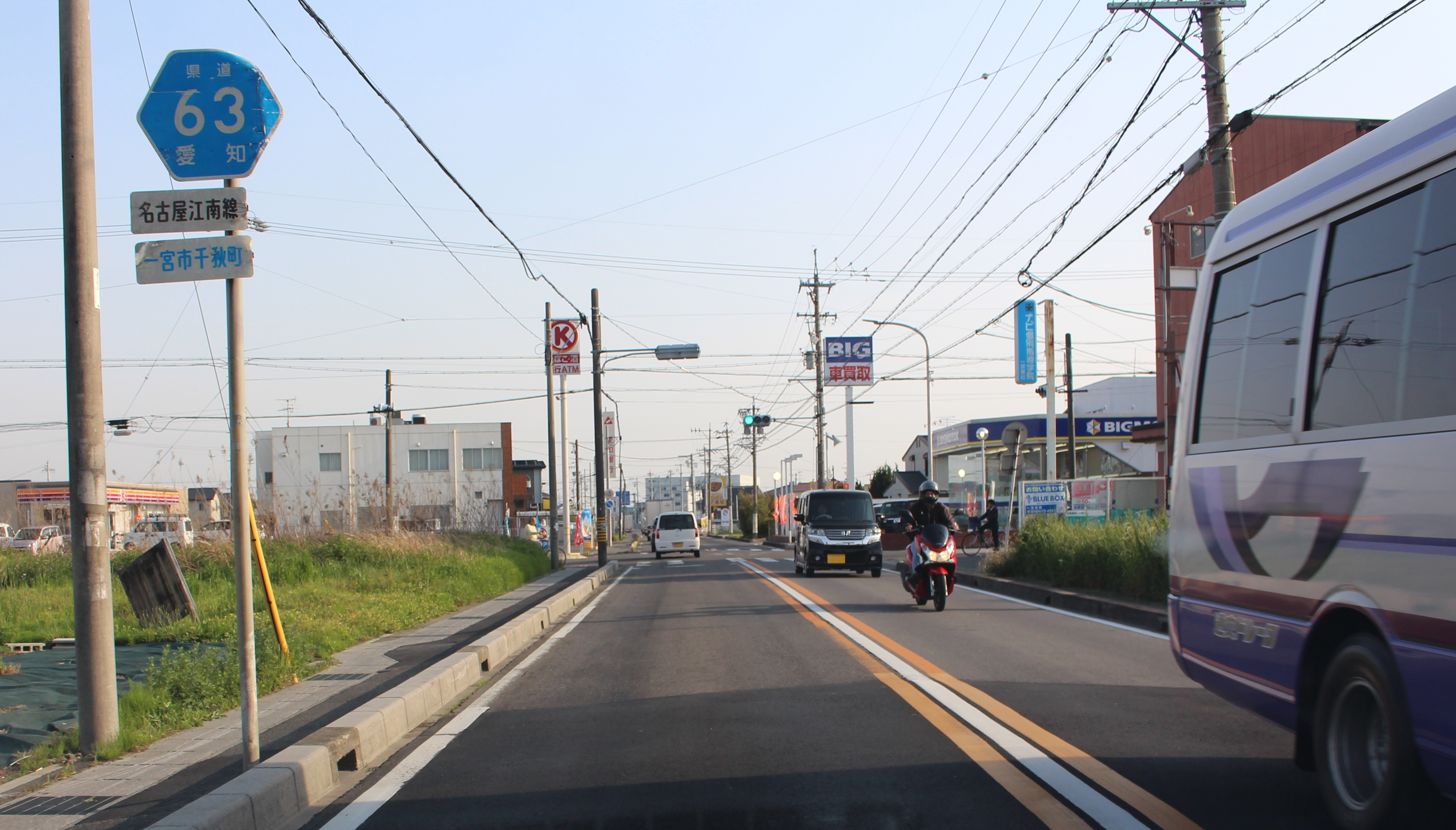
愛知県道63号名古屋江南線、一宮市千秋町にて

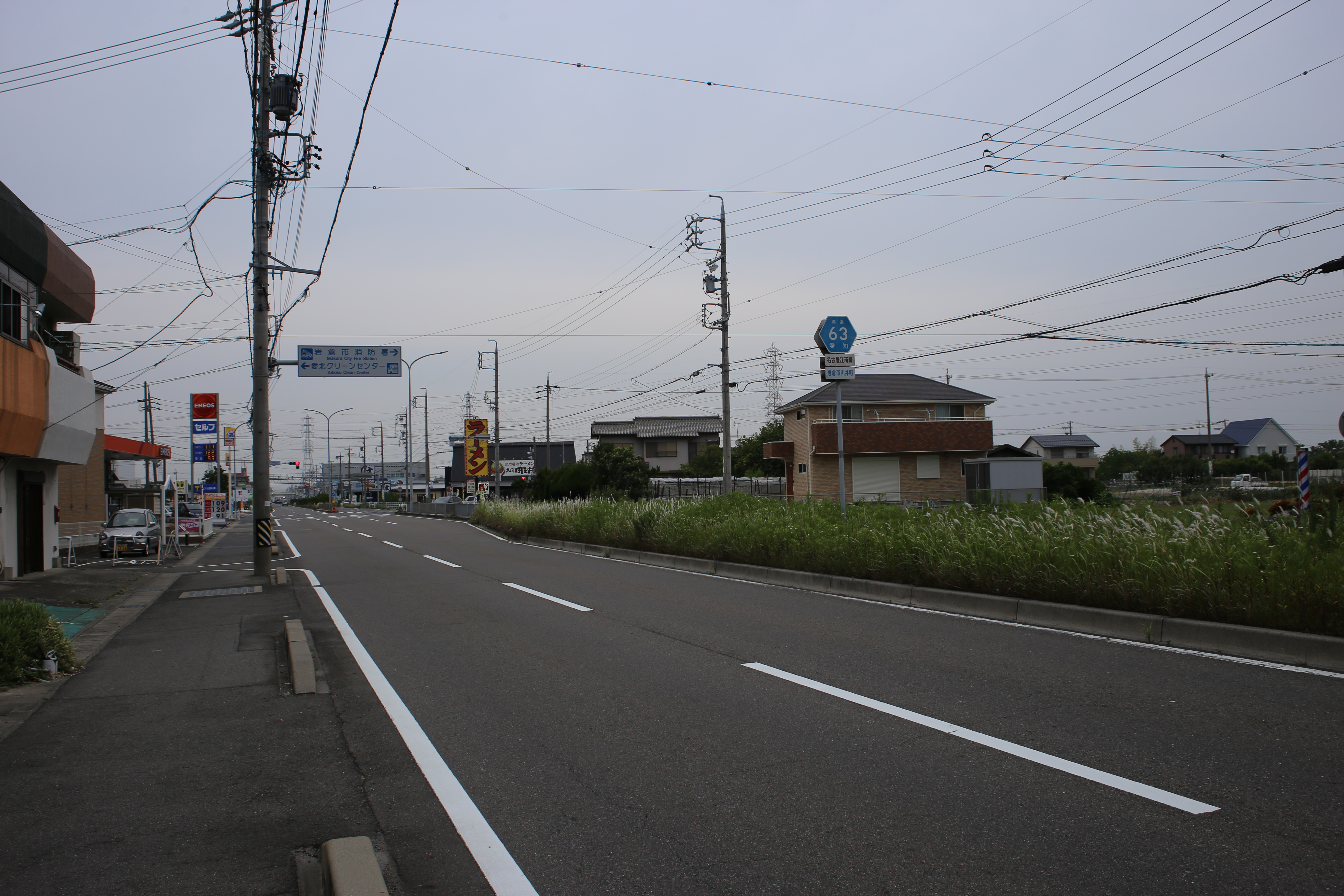
岩倉市川井町（2016年5月）

愛知県道63号名古屋江南線（あいちけんどう63ごう なごやこうなんせん）とは、愛知県名古屋市から北名古屋市、岩倉市を経て江南市へ至る愛知県の県道（主要地方道）である。

## 概要
北名古屋市、岩倉市、江南市では名古屋市内に通じる道路として最も認識されている。
起点から名古屋市道名古屋環状線交点の秩父通交差点までは名古屋市道江川線と重複している。
通称は名草線（めいそうせん）。名古屋市と江南市草井町を結ぶことからこう呼ばれるが、実際には草井町に達する前に終点となる。終点からそのまま直進すれば草井町に至るが、道路名は愛知県道17号江南関線に変わる。これは名草線が岩倉街道 - 草井街道のバイパスであるためで、桃源交差点（江南市古知野町）で岩倉街道のバイパスは愛知県道64号線（一宮犬山線）の犬山方面に右折し、愛知県道17号江南関線へ直進すると草井街道のバイパスとなり、「すいとぴあ江南」（江南市営の研修・宿泊施設）の有る草井町に達する。なお県道17号江南関線は、すいとぴあの南交差点で右折し、愛岐大橋南の交差点で左折して、愛岐大橋を渡って各務原市から関市に達する。
ほぼ全線において片側2車線化を目指して工事が進められており、起点 - 一宮市千秋町町屋（国道155号線交差点）、一宮市千秋町加納馬場 （旧道（江南市役所方面行き）と現道とのY字交差点）- 江南市古知野町福寿（江南駅西通りとの交差点）の区間で片側2車線化が完成している。

### 路線データ
- 起点：名古屋市西区浅間（浅間町交差点：国道22号交点）
  - 起点以南は名古屋市市道江川線として名古屋港ガーデン埠頭に達する。
- 終点：江南市古知野町桃源（桃源交差点：愛知県道17号江南関線及び愛知県道64号一宮犬山線交点）
  - 終点以北は県道江南関線として関市・郡上市方面に達する。

## 沿革
- 1956年（昭和31年）4月14日：認定
- 1993年（平成5年）5月11日 - 建設省から、県道名古屋江南線が名古屋江南線として主要地方道に指定される[1]。
- 2021年（令和3年）7月30日 - 岩倉市西市町 - 同市鈴井町の4車線化および愛知県道149号浅野羽根岩倉線との平面交差化が完成[2]。

## 路線状況

### 主な別名・愛称
- 名草線（名古屋市西区、北名古屋市、岩倉市、一宮市、江南市）
- 江川線（名古屋市西区）
- 浄心通（名古屋市西区）
- 庄内通（名古屋市西区）
- すいぴとあ名草線（江南市）

### 道路施設
- 庄内川橋（庄内川・矢田川、名古屋市西区）

## 地理

### 接続する道路
| 接続する道路                                | 接続する場所 | 接続する場所                     | 接続する場所                     |
| ------------------------------------------- | ------------ | -------------------------------- | -------------------------------- |
| 国道22号（菊ノ尾通）                        | 名古屋市西区 | 浅間町交差点                     | 浅間町交差点                     |
| 名古屋市道江川線（江川線）                  | 名古屋市西区 | 浅間町 - 秩父通交差点            | 重複                             |
| 名古屋市道名古屋環状線（環状線）            | 名古屋市西区 | 秩父通交差点                     | 秩父通交差点                     |
| 名古屋高速道路6号清須線                     | 名古屋市西区 | 庄内通出入口（都心環状方面のみ） | 庄内通出入口（都心環状方面のみ） |
| 愛知県道202号守山西線                       | 名古屋市西区 | 庄内川橋南交差点                 | 庄内川橋南交差点                 |
| 愛知県道162号松河戸西枇杷島線               | 名古屋市西区 | 庄内川橋北 - 坂井戸交差点        | 重複                             |
| 愛知県道158号小口名古屋線                   | 名古屋市西区 | 坂井戸交差点                     | 坂井戸交差点                     |
| 愛知県道451号名古屋外環状線                 | 名古屋市西区 | 上小田井交差点                   | 上小田井交差点                   |
| 愛知県道163号一場中小田井線                 | 名古屋市西区 | 大木曽 - 城町交差点              | 重複                             |
| 国道302号（名古屋環状2号線）                | 名古屋市西区 | 新平田橋交差点                   | 新平田橋交差点                   |
| 愛知県道59号名古屋中環状線                  | 名古屋市西区 | 新平田橋北詰                     | 当線への流入のみ                 |
| 愛知県道62号春日井稲沢線                    | 北名古屋市   | 九之坪交差点                     | 九之坪交差点                     |
| 愛知県道164号西春停車場線                   | 北名古屋市   | 西春駅交差点                     | 西春駅交差点                     |
| 愛知県道161号名古屋豊山稲沢線               | 北名古屋市   | 徳重南 - 徳重交差点              | 重複                             |
| 愛知県道25号春日井一宮線                    | 岩倉市       | 大地町- 大地町北交差点           | 重複                             |
| 愛知県道460号岩倉西停車場線                 | 岩倉市       | 中央町3丁目交差点                | 中央町3丁目交差点                |
| 愛知県道149号浅野羽根岩倉線                 | 岩倉市       | 西市町西畑田交差点               | 西市町西畑田交差点               |
| 愛知県道25号春日井一宮線                    | 岩倉市       | 鈴井町上新田交差点               | バイパス                         |
| 国道155号                                   | 一宮市       | 町屋交差点                       | 町屋交差点                       |
| 愛知県道171号小折一宮線                     | 一宮市       | 加納馬場交差点                   | 加納馬場交差点                   |
| 愛知県道155号井之口江南線                   | 江南市       | 五明町大膳交差点                 | 五明町大膳交差点                 |
| 国道155号（小牧一宮バイパス、北尾張中央道） | 江南市       | 五明町交差点                     | バイパス                         |
| 愛知県道193号大垣江南線                     | 江南市       | 五明町天王交差点                 | 五明町天王交差点                 |
| 愛知県道175号江南木曽川線                   | 江南市       | 木賀西交差点                     | 木賀西交差点                     |
| 愛知県道180号江南停車場線（江南駅西通り）   | 江南市       | 古知野町福寿交差点               | 古知野町福寿交差点               |
| 愛知県道64号一宮犬山線（江南中央道）        | 江南市       | 桃源交差点                       | 桃源交差点                       |
| 愛知県道17号江南関線（すいとぴあ名草線）    | 江南市       | 桃源交差点                       | 桃源交差点                       |

### 通過する自治体
- 名古屋市（西区）
- 北名古屋市（旧・西春町）
- 岩倉市
- 一宮市（千秋町）
- 江南市

### 沿線
- 名古屋市営地下鉄鶴舞線 浅間町駅、浄心駅、庄内通駅、庄内緑地公園駅（以上の各駅はこの道路の地下にある）
- 名古屋市西区役所
- 名古屋高速道路6号清須線鳥見町出入口 - 庄内通3交差点から名古屋市道を経由して間接接続する。清洲JCT方面のみ。
- 庄内緑地公園
- 名鉄犬山線・名古屋市営地下鉄鶴舞線 上小田井駅
- 名鉄犬山線 西春駅
- 北名古屋市役所西庁舎（旧・西春町役場）
- 西春郵便局
- ピアゴ西春店
- 愛知県立西春高等学校
- 医療法人知邑舎 岩倉病院
- アデリア・石塚硝子本社工場
- 岩倉市立岩倉南小学校
- 岩倉市立岩倉中学校
- 岩倉市総合体育文化センター
- 森永乳業中京工場（アイスクリームなど）
- 江南市立古知野南小学校